# Ugo Colombo
Ugo Colombo (San Giorgio su Legnano, 22 februari 1940 - Pontremoli, 10 oktober 2019) was een Italiaans wielrenner.

## Belangrijkste overwinningen
1968
- GP Montelupo
- Trofeo Cougnet

1969
- 1e etappe Giro d'Italia

1970
- Coppa Placci

1971
- Coppa Placci

1972
- 3e etappe Giro d'Italia

1974
- 7e etappe Giro d'Italia

## Resultaten in voornaamste wedstrijden
| Jaar | Ronde van Italië | Ronde van Frankrijk | Ronde van Spanje |
| ---- | ---------------- | ------------------- | ---------------- |
| 1964 | 39e              |                     |                  |
| 1965 | 23e              |                     |                  |
| 1966 | 18e              | 44e                 |                  |
| 1967 | opgave           | 34e                 |                  |
| 1968 | 36e              | 10e                 |                  |
| 1969 | 5e (1)           |                     |                  |
| 1970 | 17e              |                     |                  |
| 1971 | ↑                |                     |                  |
| 1972 | 23e (1)          |                     |                  |
| 1973 | opgave           |                     |                  |
| 1974 | 39e (1)          |                     |                  |

| Jaar | Milaan-San Remo |
| ---- | --------------- |
| 1964 | 21e             |
| 1965 | 71e             |
| 1966 |                 |
| 1967 | 93e             |
| 1968 | 79e             |
| 1969 |                 |
| 1970 | 92e             |
| 1971 |                 |
| 1972 | 59e             |
| 1973 | 72e             |
| 1974 |                 |